# Gramática del alemán
Gramática del alemán es la gramática del idioma alemán, centrándose en el alemán estándar.
El alemán es una lengua indoeuropea. Al igual que la mayoría de lenguas de esta familia,  es una lengua sintética que exhibe rasgos flexión en el nombre y el verbo. Sintácticamente, el alemán es predominantemente de núcleo final: es de tipo V2-SOV aunque, como las mayoría de lenguas indoeuropeas, tiene preposiciones (es decir, el sintagma adpositivo tiene núcleo inicial). En general, la media del número de morfemas por palabra es más elevada que en otras lenguas indoeuropeas, por lo que algunos autores la clasifican como "altamente aglutinante", aunque realmente sus flexiones tiene fuertes tendencias fusionantes, por lo que no siempre es posible una segmentación totalmente limpia de las palabras en morfemas.

## El nombre y el sintagma nominal
El alemán dispone de tres géneros: masculino (männlich, r.), femenino (weiblich, e.) y neutro (sächlich, s.). En la gran mayoría de las ocasiones, el género difiere del utilizado en castellano. Por ejemplo:
der Stein ('la piedra') es un nombre masculino en alemán (mientras en español piedra es femenino).
das Mädchen ('la chica') es un nombre neutro en alemán (mientras en español chica es femenino).
Esto se debe a que tanto en alemán como en español, el género depende ante todo de la forma fonológica de la palabra (y al ser diferentes las palabras, hay muy poca correlación entre las dos lenguas). Este sistema de "género gramatical" se denomina fonológicamente determinado (sólo unos pocos nombres animados que designan generalmente humanos están motivados semánticamente). Mädchen por ejemplo es el diminutivo de un arcaico nombre alemán femenino die Magd que significa mujer joven. Sin embargo, las palabras que terminan con el diminutivo -chen o -lein son siempre neutras. La naturaleza arbitraria del género gramatical puede verse con los cubiertos. La palabra para 'cuchillo', das Messer, es neutra; la palabra para 'tenedor', die Gabel, es femenina y para 'cuchara', der Löffel, es masculina. Para aprender alemán, por tanto, hay que estudiar siempre los nombres con su correspondiente género gramatical.
En cuanto al caso gramatical, los nombres, adjetivos y pronombres tienen formas diferentes o formas de flexión de acuerdo con el caso gramatical. Convencionalmente las diferentes formas asignan a cuatro casos diferentes: nominativo (Nominativ), genitivo (Genitiv), dativo (Dativ) y acusativo (Akkusativ). El caso de un sustantivo particular, y por tanto el final del nombre, depende de la función gramatical de dicho sustantivo en la oración.
- Nominativo: El sujeto sintáctico de la oración y también la función atributiva.
- Genitivo: El poseedor de algo, el objeto de algunas preposiciones o un elemento que complementa a un nombre.
- Dativo: El objeto indirecto (como cuando un objeto es dado a alguien) o el caso asignado por algunas preposiciones.
- Acusativo: El objeto directo (la cosa o persona que recibe directamente la acción) o el caso asignado por ciertas preposiciones.

El caso de un sustantivo después de una preposición se decide por esa preposición. Ninguna preposición requiere el caso nominativo. Sin embargo, pueden regir cualquiera de los otros casos. Por ejemplo la preposición für 'para' rige el caso acusativo; la preposición mit 'con' rige dativo y la palabra wegen 'a causa de' viene seguida por el caso genitivo (aunque en el habla coloquial y con los pronombres se usa normalmente el dativo). Algunas preposiciones pueden regir tanto acusativo como dativo dependiendo de que el uso implique posición (p.e. in der Küche 'en la cocina', caso dativo) o dirección (p.e. in die Küche 'a la cocina', caso acusativo).
La declinación de los adjetivos, por su parte, no depende solo del género, número y caso del nombre que modifica. Sino también de si se usa con un artículo indefinido, con un artículo definido o sin artículo. La siguiente tabla muestra los dos casos que ejemplifican los tres casos.
|                     | Masculino nominativo singular | Femenino dativo singular     | Neutro dativo singular |
| ------------------- | ----------------------------- | ---------------------------- | ---------------------- |
| artículo definido   | der schöne Mann               | vor der verschlossenen Tür   | im kleinen Haus        |
| artículo indefinido | ein schöner Mann              | vor einer verschlossenen Tür | in einem kleinen Haus  |
| sin artículo        | schöner Mann                  | vor verschlossener Tür       | mit gutem Material     |

A muchos de los españoles que aprenden alemán les resulta especialmente difícil declinar correctamente los  adjetivos. Pero hay una manera de enfocar el tema que puede ser bastante útil. En primer lugar, dividimos las terminaciones en dos grupos: por un lado, r, m, s y por otro,  e, n. Digamos, por ponerles un nombre, que las terminaciones del primer grupo (r, m, s) son fuertes, y las del segundo grupo (e, n) débiles. Y ahora, la principal regla que hay que respetar: no puede haber dos terminaciones fuertes "juntas", es decir, en el mismo grupo nominal. Usamos el artículo que toque según caso, género y número. Vamos al primer ejemplo de la tabla: el hombre guapo, en nominativo, para usarlo de sujeto. Artículo, der. Como este artículo acaba en r, el adjetivo no puede llevar otra r. Se pone e. Pasamos a un hombre guapo.  El artículo indefinido tiene terminación débil, por tanto  le ponemos la r , la terminación fuerte del artículo definido. Lo mismo si no hay artículo. La cuestión siguiente es si poner como terminación débil la e o la n. Hay que memorizarlo, pero no es difícil. En Plural, siempre n. En singular: nominativo y acusativo siempre e salvo el masculino en acusativo (den schönen Mann, einen schönen Mann), que es n. El resto, n.
El uso del genitivo se está perdiendo en el alemán hablado. Frecuentemente lo sustituyen por el dativo en el lenguaje coloquial. Sin embargo, su uso es obligatorio en la comunicación escrita normativa y en las locuciones públicas en alemán. El libro titulado Der Dativ ist dem Genitiv sein Tod ('El dativo es la muerte del genitivo', dicho de forma popular) alude a este fenómeno en su título. En alemán estándar el título debería ser Der Dativ ist des Genitivs Tod  o bien Der Dativ ist der Tod des Genitivs . El libro usa la forma más moderna y casual de hablar empleando el caso dativo en vez del genitivo. El autor intenta mostrar lo que percibe como un declive de la lengua alemana. Aunque se ha vuelto muy común no usar el caso genitivo cuando realmente se requiere, la mayoría de los alemanes saben cómo usarlo y generalmente lo hacen. Especialmente entre la gente con un nivel educativo alto se considera un error menor usar el dativo de forma incorrecta. Y con la preposición dank ("gracias a") el asunto se ha dado la vuelta; tradicionlamente,esta preposición regía genitivo, pero ahora se consideran correctos ambos casos; y algunas personas prefieren usar el genitivo porque piensan que parece más culto.

### Formas de plural
El alemán tiene once formas diferentes de formar el plural entre ellas -e, -(e)n, -er y -s (las dos primeras frecuentemente se combinan con umlaut en la vocal precedente si es a, o, u). Además del género los estudiantes de alemán como lengua extranjera deben aprender el plural de cada palabra aprendida. Aunque muchos nombres femeninos son muy regulares a la hora de formar el plural, muchos masculinos y neutros no lo son.

### Estructura del sintagma nominal
Un sintagma nominal en alemán puede tener varios constituyentes con el siguiente orden:
1. numeral (cardinal u ordinal)
2. adjetivo(s)
3. nombre
4. atributo genitivo
5. sintagma preposicional
6. cláusula reflexiva
7. pronombre reflexivo.

En un sintagma nominal cualquiera puede faltar alguno de los elementos anteriores, pero no el nombre que hace de núcleo sintáctico del mismo. Un sintagma determinante consiste en un determinante que precede a un sintagma nominal. Un ejemplo de sintagma determinante es:
[SD Die [SN dritte umwerfende Vorstellung des Schillerdramas in dieser Woche in Hamburg] ]
'La tercera imponente representación del drama de Schiller esta semana en Hamburgo'.
Por supuesto, la mayoría de las sintagmas determinantes no son tan complicadas, pudiendo faltar muchas de ellas excepto el nombre y el determinante. Un sintagma nominal contiene al menos un número cardinal, un adjetivo, un pronombre y un nombre. Siempre tiene un artículo, excepto cuando es un nombre plural indefinido o se refiere a un incontable:
Die Drei
'Los tres'
Der große Mann
'El hombre grande'
Der Mann
'El hombre'
Si el substantivo es incontable, no se usa artículo. De otra forma, el significado de la oración cambia.
Ich kaufe billiges Bier
'Compro cerveza barata'
Ich kaufe ein billiges Bier
'Compro una (botella/jarra... de) cerveza barata'.
Ich habe Geld
'Tengo dinero'.
Ich habe das Geld
'Tengo el dinero' o 'Tengo suficiente dinero para...'.
Una frase nominal puede ser utilizada como una unidad. Tiene un caso, un número y un género. El caso y el número depende del contexto, mientras que el género se determina por el nombre principal.

### El atributo genitivo
Una frase nominal puede tener un atributo genitivo para, por ejemplo, expresar posesión. Este atributo se puede ver meramente como otra frase nominal en caso genitivo la cual puede llevar otra frase nominal.
- "Der Beruf des alten Mannes" (La profesión del hombre mayor)
- "Die Hütte des Häuptlings des Stammes" (La choza del jefe de la tribu)

(la frase en genitivo tiene su propia frase en genitivo). Esto es poco frecuente en alemán moderno. En vez de eso se diría: "Die Hütte des Stammeshäuptlings"
En el temprano alto alemán el atributo genitivo podía consistir en un pronombre personal en su caso genitivo. En alemán moderno no se suele usar esta construcción. En vez de eso se usa el pronombre posesivo correspondiente.
ANTES: "Die Gnade seiner" (su gracia)
AHORA: "Seine Gnade"

### Posición
Una oración nominal puede contener una "oración posicional". Esta puede verse simplemente como otra oración nominal con una preposición (o una postposición) o un adverbio preposicional.
- "Eine Wolke am Himmel" (una nube en el cielo)
- "Der Bundeskanzler während des Bürgerkriegs im Kongo" (El Canciller durante la guerra civil en el Congo)

(la oración posicional tiene su propia oración posicional)

- "Der Regen im Dschungel im Sommer" (la lluvia en la jungla en verano)

(Varias oraciones posicionales)
- "Der Berg dort" (la montaña de allá)

### Sustantivos
Los sustantivos tienen la particularidad de que la primera letra siempre se escribe en mayúscula. Tienen uno de los tres géneros gramaticales específicos (masculino, femenino o neutro) y pertenecen a una de las tres declinaciones. Estas características permanecen inalteradas por la inflexión pero deben ser consideradas en el proceso. El género gramatical influye en los artículos, los adjetivos y los pronombres que le preceden. El número y el caso deben ser tomados en consideración a la hora de hacer la declinación.
La declinación puede ser más difícil que en otras lenguas como el latín, porque no solo cambia el final de la palabra, sino que también puede verse alterada la raíz.

## Artículos y determinantes
Los artículos tienen una característica llamada "fuerza" que influye en la declinación de los adjetivos. Existen artículos fuertes, débiles y otros que tienen casos tanto fuertes como débiles. A veces esta característica no es constante.
La forma de la inflexión depende del número, caso y género del substantivo correspondiente. Los artículos tienen la misma forma plural para los tres géneros. La siguiente tabla resume las formas básicas del artículo definido:
|            | SINGULAR | SINGULAR | SINGULAR     | PLURAL |
| masculino  | femenino | neutro   | m. / f. / n. |        |
| ---------- | -------- | -------- | ------------ | ------ |
| Nominativo | der      | die      | das          | die    |
| Acusativo  | den      | die      | das          | die    |
| Dativo     | dem      | der      | dem          | den    |
| Genitivo   | des      | der      | des          | der    |

## Adjetivo y sintagma adjetival
Para utilizar adecuadamente los adjetivos, también hay que tener en consideración el caso, número y género de la oración nominal, junto con el artículo del sustantivo. Normalmente los adjetivos van antes del sustantivo al que están modificando. La finalización del adjetivo suele ser la letra -e en singular y -en en plural.
Como los artículos, usan el mismo final para los plurales de los tres géneros.
Ein lauter Krach (un ruido alto),
Der laute Krach (el ruido alto),
Der große, schöne Mond (la gran y bella luna),
Los participios pueden usarse como adjetivos y son tratados de la misma forma.
En contraste con las lenguas romances los adjetivos sólo se declinan en la posición de atributo, es decir, cuando se usan para describir directamente a un substantivo. Los "adjetivos predicativos" (adjetivos en función predicativa) no se declinan y son indistinguibles de los adverbios.
(incorrecto) *Die Musik ist laute.
(correcto) Die Musik ist laut.
La música está alta.
Como en muchas lenguas, existen tres grados de comparación: positiva, comparativa y superlativa.

## Números cardinales
Los números cardinales se sitúan siempre antes de cualquier adjetivo. Si el número no es muy alto no se suele combinar con un artículo indefinido plural (como einige o 'mehrere). Los pronombres personales de primera y segunda persona se sitúan delante de los números. Sin embargo los pronombres personales de tercera persona no se pueden usar con números.
Drei Hunde. Tres perros.
Die vier apokalyptischen Reiter. Los cuatro jinetes del Apocalipsis.
*Einige fünf Äpfel (incorrecta) / Einige Äpfel o Fünf Äpfel (correcta). Algunas manzanas, cinco manzanas.
Ein paar tausend Euro. Un par de miles de euros.
Wir vier. Nosotros cuatro.
Al igual que el castellano, si se usa un número cardinal, se debe usar el plural para formar la oración nominal, al contrario que otras lenguas como el turco y el húngaro.
NO: Zehn Pferd (turco. "On at").
SINO: Zehn Pferde (diez caballos)
EXCEPCIÓN: Zehn Bier, Zehn Biere (ambos casos son posibles en algunos casos, como las bebidas, aunque gramáticalmente es incorrecto.)
Los números zwei (dos) y drei (tres) tienen terminaciones diferentes en algunos casos. Donde un adjetivo debería tener terminaciones débiles, los números no tienen terminaciones. Si un adjetivo tiene terminaciones fuertes, estos números pueden tener también terminaciones fuertes en el genitivo.
Das Haus zweier junger Frauen (la casa de dos chicas jóvenes)
Si no hay otra palabra que lleve el final fuerte del genitivo plural este debe recaer en el número.
Die Reise dreier Schwestern (el viaje de las tres hermanas)
Si los números son parte central de una frase nominal en el dativo plural y no hay otra palabra que lo lleve también, deben llevar el final del dativo.
Ich habe zweien Bananen gegeben (Les llevo plátanos a los dos) (antigua pronunciación)

## Pronombres
Los pronombres personales de la primera persona se refieren al hablante, las de segunda persona al oyente y las terceras personas pueden ser usadas para sustituir a oraciones nominales. 

### Pronombres personales
Los pronombres personales no-posesivos son:
|            | 1ª s.  | 2ª s.  | 3ª sing. | 3ª sing. | 3ª sing. | 1ª pl. | 2ª pl. | 3ª pl. | 2ª formal sing. & pl. |
| ---------- | ------ | ------ | -------- | -------- | -------- | ------ | ------ | ------ | --------------------- |
| Nominativo | ich    | du     | er       | sie      | es       | wir    | ihr    | sie    | Sie                   |
| Acusativo  | mich   | dich   | ihn      | sie      | es       | uns    | euch   | sie    | Sie                   |
| Dativo     | mir    | dir    | ihm      | ihr      | ihm      | uns    | euch   | ihnen  | Ihnen                 |
| Genitivo   | meiner | deiner | seiner   | ihrer    | seiner   | unser  | euer   | ihrer  | Ihrer                 |

El genitivo se usa poco en la lengua hablada, se suele sustituirpor el dativo.

### Pronombres interrogativos
Los pronombres interrogativos aparecen en interrogativas directas o indirectas y sirven para preguntar por componentes temáticos desconocidos. Los principales son:
Wer? ¿Quién?, Was? ¿Qué?, Welcher? ¿Cuál? / ¿Qué?
Ejemplos:
Wer hat ihm das Buch gegeben? ¿Quién le ha dado el libro?
Was liest du am liebsten? ¿Qué es lo que más te gusta leer?
Welchen hast du gestern gelesen? Den dritten Band ¿Cuál (¿Qué tomo?) leíste ayer? El tercer tomo.
Como el resto de pronombres, estos pronombres tienen inflexión según el caso:
|            | ¿Quién? | ¿Qué?  | ¿Cuál?  | ¿Cuál?  | ¿Cuál?  | ¿Cuáles? |
| masc.      | ¿Quién? | ¿Qué?  | fem.    | neut.   |         | ¿Cuáles? |
| ---------- | ------- | ------ | ------- | ------- | ------- | -------- |
| Nominativo | wer     | was    | welcher | welche  | welches | welche   |
| Acusativo  | wen     | was    | welchen | welche  | welches | welche   |
| Genitivo   | wessen  | wessen | welches | welcher | welches | welcher  |
| Dativo     | wem     | ___    | welchem | welcher | welchem | welchen  |

## El verbo y el sintagma verbal
Como en el resto de las lenguas germánicas, los verbos alemanes pueden dividirse bien en dos clases principales: débiles y fuertes (o con alternancia vocálica en el pasado). La mayoría de estos tipos son regulares, aunque existen algunos subgrupos y anomalías. El único verbo completamente irregular es sein ('ser, estar'). De todos modos la mayoría de los libros de texto para estudiantes de lengua extranjera clasifican los verbos fuertes como irregulares (ya que tienen un paradigma más ideosincrático que los débiles). Hay menos de 200 verbos con raíz verbal fuerte o irregular, existiendo además cierta tendencia a convertir los verbos fuertes en débiles mediante regularización analógica, por ejemplo, backte (de backen, 'hornear') en lugar de buk. La tendencia opuesta, por ejemplo, decir frug en lugar de fragte (de fragen, 'preguntar') se observa mucho menos. Esta última forma está todavía corriente en neerlandés (vroeg) y es la usada en lenguas de Alemania, como el bajo alemán (fröög), el suabo (frogd) o el frisón septentrional (froge en algunos subdialectos); es por eso que en regiones de estas hablas existen lugares donde se nota esta influencia también en el habla cotidiana del alemán.
El alemán estándar tiene seis tiempos gramaticales en el indicativo, un imperativo, dos tipos de subjuntivo con diferentes funciones y dos tipos de voz pasiva (la diferencia entre "La casa está vendida" (Das Haus ist verkauft) y "La casa es vendida" (Das Haus wird verkauft) existe también en alemán). El perfecto, el pluscuamperfecto, el futuro II y el condicional II se forman con uno de los dos verbos, haben o bien sein, tal y como en francés o en italiano, con sus auxiliares verbales avoir y avere, o bien con être y essere, respectivamente: en castellano y en inglés, se usa un único auxiliar: haber y to have.

### El verbowerden
En alemán estándar se utiliza el verbo werden  para la formación del futuro. Werden se conjuga y va seguido de un verbo en infinitivo.. Ejemplo: Ich werde tanzen - Bailaré.
Werden también se emplea para la voz pasiva, en lugar del verbo ser, como ocurre en español, en inglés, francés y otras lenguas. Ejemplo: Die Stadt wurde zerstört. - La ciudad fue destruida.
Además de estas dos funciones como verbo auxiliar (que pueden coincidir en una sola oración, p. ej. Er wird verletzt werden. - Él será herido) werden se usa como verbo norrnal con el sentido de convertirse, llegar a ser, hacerse, p.ej. Er ist reich geworden -  se ha hecho rico;  Daraus ist eine Mode geworden -  se ha convertido en una moda.

### Partículas modales
Las partículas modales (Abtönungspartikel) son una parte frecuente del alemán hablado que afecta al tono de la oración, en vez de hacerlo específicamente al sentido; por ejemplo, doch, mal, halt, eben, nun, schon, eh o ja. Algunas de estas palabras también tienen un significado básico y específico (por ejemplo, ja, sí; schon, ya) pero, en su uso modal, este significado no se expresa directamente.

### Tipos de verbos
Existen varias clasificaciones de los verbos. Desde el punto de vista morfológico, se pueden dividir en fuertes (irregulares) y débiles (regulares y semirregulares). Desde el punto de vista sintáctico, se pueden clasificar según el tipo de complementos que requieren, es decir, un sintagma en acusativo, en dativo, etc.

## Preposiciones
Estas son algunas de las preposiciones más importantes:
- Ab: fuera, desde o de
- An: junto o en
- Auf: a, en, sobre, encima o arriba
- Bei: en o cerca
- Bis: hasta, para o a

## Sintaxis y orden oracional
El orden dentro de las oraciones en alemán es bastante más complicada que en otras lenguas. Aunque tienen un orden bien establecido para sus elementos, estos se invierten en las preguntas y las oraciones subordinadas. Esto se debe a que el alemán es una lengua SOV-V2. Más concretamente en alemán es su estructura profunda, pero bajo ciertas condiciones el verbo asciende a la "segunda posición" o más exactamente la posición de núcleo del sintagma complementante. En una oración subordinada dicha posición está ocupada por un relativo o una conjunción subordinante por lo que le verbo conjugado no puede pasar a dicha posición, en las oraciones no subordinadas el verbo conjugado pasa a esa posición, mientras que el especificador suele ser ocupado por el sujeto, el tópico u otro elemento focalizado que precede estructuralmente al verbo:
(1) Johann kaufte ein Buch.
NProp comprar.PAS un libro.
Juan compró un libro.
(2) [Ein Buch] kaufte ich.
[Un libro] comprar.PAS 1ªSG.yo.
Compré un libro.
En la oración (2) el elemento Ein Buch 'Un libro' está focalizado al inicio de la oración. En el caso de las oraciones (1) y (2), los árboles sintácticos acordes a la propuesta de la gramática generativa especificada en las reglas anteriores resulta ser:
Donde ti y tj son las "trazas" o "huellas sintácticas" de movimiento dejadas por los movimientos desplazados (que son importantes para la explicación generativista de como se asigna el caso gramatical de acuerdo con la teoría del caso abstracto). Obsérve que el subíndice usado para cada huella coincide con los subíndices usados para los elementos desplazados correspondientes.
La obligatoriedad de que el núcleo sintáctico del sintagma complementante esté ocupado y qué elemento lo ocupa en cada tipo de la oración, explican el orden en las oraciones enunciativas o interrogativas parciales directas el verbo aparece en segunda posición, pero no en otras. La explicación de la gramática tradicional alemana es más compleja, y en ella el a veces la posición de espeficador mencionada se suele llamar campo anterior, que precede al paréntesis oracional (Satzklammer).

### Oraciones subordinadas
Una oración subordinada (Nebensatz) siempre está incorporada en otra oración. Una oración subordinada usualmente, comienza con una palabra especial, una conjunción subordinante (Subjunktion), relacionándola con la oración de mayor jerarquía. Esta palabra especial ocupa la posición de núcleo sintáctico de un sintagma complementante lo que va a condicionar la posición del verbo conjugado (respecto a lo que se encuentra en las oraciones principales). Tras la palabra especial que introduce la subordinada, suele venir el sujeto, mientras el verbo conjugado es puesto al final de la oración:
Ich hoffe, er kommt mit. (sin conjunción subordinante)
Ich hoffe, dass er mitkommt. (con conjunción subordinante dass)
Nótese que el prefijo separable permanece junto con el verbo conjugado en la proposición subordinada.
Er kommt nicht, denn er hat seine Arbeit noch nicht gemacht. Er kommt nicht, weil er seine Arbeit noch nicht gemacht hat. Nótese que la partícula denn no es una conjunción subordinante. En realidad, es un nexo coordinante que puede traducirse como “porque”. La traducción de la primera frase sería: “Él no viene porque aún no ha hecho su trabajo.” 
Wir haben genug Geld, um diese CD zu kaufen. Ich weiß nicht, ob wir genug Geld haben, um diese CD zu kaufen. En la oración anterior, dass, weil y ob son conjunciones subordinantes: en ese contexto, significan respectivamente que, porque y si. ¿Por qué weil es una conjunción subordinante si, al igual que denn, significa “porque”? En la gramática alemana, se define que weil es una conjunción subordinante aun cuando su significado sea el mismo que denn.
Después del sujeto, el verbo va al final de la oración y, si es separable, se combina con su prefijo. Las palabras interrogativas (en el ejemplo siguiente, wohin) tienen el mismo efecto que una conjunción subordinante. Wohin ist er gelaufen? Niemand wusste, wohin er gelaufen ist (¿A dónde ha corrido? Nadie supo a dónde). En alemán, todas las oraciones subordinadas se separan de la oración principal mediante una coma.

### Estructura de las oraciones subordinadas
Al igual que en español, una oración subordinada puede ser usada al inicio de una expresión o al final de la misma. En español se pueden usar tanto:
(1) Iré contigo, si puedo.
(2) Si puedo, iré contigo.
En alemán:
(1) Ich komme mit, wenn ich kann.
(2) Wenn ich kann, komme ich mit.
Nótese que cuando en alemán la oración independiente se encuentra después de la subordinada, el verbo conjugado se escribe antes del sujeto: en el segundo ejemplo, komme va antes de ich. Esto obedece a la norma de las lenguas V2, como el alemán y el neerlandés, que establece que los verbos siempre deben ir en la oración en segunda posición. En ese caso, la oración subordinada actúa como un solo conjunto: por eso, se dice que el verbo ocupa el segundo lugar. Una manera de verlo es suponer que, en (2), el sintagma complementante de la oración principal está ocupado por wenn ich kann, lo que impide que ich aparezca delante de komme. En cambio, en (1), el constituyente wenn ich kann ocupa una posición de adjunto sintáctico sintagma verbal (al final de la frase).

### Oraciones condass
Las oraciones subordinadas que comienzan con dass, habilitan al hablante a utilizar construcciones como frases nominales o pronombres. Estas oraciones son singulares, neutras y nominativas o acusativas. En este caso, el verbo de la oración subordinada se ubica al final de la oración.
Dass Spinnen keine Insekten sind, ist allgemein bekannt.
Allgemein ist bekannt, dass Spinnen keine Insekten sind.
Es bien sabido que las arañas no son insectos.
Das ist allgemein bekannt o bien Es ist allgemein bekannt (neutro).
Eso es bien sabido.
Ich weiß, dass Spinnen keine Insekten sind. Ich weiß das.
Yo sé que las arañas no son insectos. Yo sé eso.

### Preguntas indirectas conob
Mientras que la palabra dass indica que la construcción es un hecho, ob inicia una pregunta indirecta, cuya respuesta es afirmativa o negativa:
Ich weiß nicht, ob ich fliegen soll.
yo saber.1ªSG no, si yo volar deber.1ªSG
No sé si debería viajar.

### Oraciones de relativo
La frase nominal a la que la oración de relativo se refiere puede ser cualquier frase nominal en cualquier caso: nominativo, dativo, acusativo o genitivo. La oración comienza con una forma del pronombre relativo derivada de los pronombres definidos (der / die / das), o de los interrogativos (welcher / welche / welches):
Der Mann, der / welcher seiner Frau den Hund schenkt (sujeto nominativo).
El hombre, que da a su esposa el perro.
Der Hund, den / welchen der Mann seiner Frau schenkt (acusativo).
El perro, que el hombre da a su esposa.
Die Frau, der / welcher der Mann den Hund schenkt (dativo).
La mujer a la que el hombre regala el perro.
Der Mann, der / welcher ich bin (nominativo, predicativo).
El hombre que yo soy.
La frase nominal exterior puede también ser poseedora de un sustantivo dentro de la oración subordinada. En este caso, se usa el genitivo del pronombre relativo concordando con el sujeto principal en género y número:
Der Mann, dessen Auto auf der Straße parkt. El hombre cuyo auto está estacionado en la calle.
Die Person, deren Auto ich kaufe. La persona cuyo auto compro.
Das Auto, dessen Fahrer ich helfe. El auto a cuyo conductor estoy ayudando.
Die Kinder, deren Lehrer ich kenne. Los niños cuyo profesor conozco.
Se pueden incluir preposiciones en estas frases en caso de ser necesario.
Das Haus, in dem ich lebe. La casa en la cual vivo.
Die Person, derentwegen ich hier bin. La persona a causa de la cual estoy acá.
Das Haus, durch dessen Tür ich gegangen bin. La casa a través de cuya puerta entré.
Si el pronombre relativo es idéntico al artículo definido, varias formas idénticas pueden sucederse:
Der, der der Frau, der ich schon Honig gegeben hatte, Honig gab, muss mehr Honig kaufen: El hombre que dio miel a la mujer a quien yo ya había dado miel debe comprar más miel.
Tales construcciones son generalmente evitadas usando formas de welch- como pronombres relativos:
Der, welcher der Frau, welcher…
O mejor,
Derjenige, welcher der Frau, der ich…
En alemán hablado, el pronombre interrogativo wo puede ser usado para indicar lugar y, a veces, tiempo. Es difícil de encontrar esto en la lengua escrita.
In dem Geschäft, wo man auch Brot kaufen kann, kaufe ich Bier.
En el local en el que uno puede comprar también pan, yo compro cerveza.
(Se añadirá en qué casos se emplean der, welcher o was).

### Oraciones adverbiales
Una oración adverbial comienza con una conjunción, definiendo su relación con el verbo o frase nominal descrita.
Als ich auf dem Meer segelte.
Cuando navegaba en el mar.
Ejemplos de conjunciones: als, während, nachdem, weil.